# La maschera di Cesare Borgia
La maschera di Cesare Borgia è un film del 1941 diretto da Duilio Coletti.

## Trama
Cesare Borgia, il Duca di Valentino, fa uccidere alcuni amici durante un banchetto. Jacopo, figlio di una delle vittime, per vendetta attenta alla sua vita.

## Distribuzione
Il film venne distribuito nelle sale cinematografiche italiane il 27 settembre del 1941.

## La critica
« È un film basato esclusivamente sulle naturali reazioni psicologiche del protagonista, che è affetto da una malattia che gli deturpa il volto. Insomma è un Borgia intimo, umano e schiavo dei piccoli fatti umani. Naturalmente il film benché impostato su una trama piuttosto semplice ed elementare, si giova del consueto apparata scenografico che la rievocazione del tempo e dei personaggi richiede. Tuttavia è da notare come in questo continuo susseguirsi di film storici, la cura e l'esattezza della scenografia e della scenotecnica vadano sempre più raffinadosi. Valenti ha interpretato la figura del protagonista con una recitazione vivace e nervosa » Giuseppe Isani nel periodico Cinema del 10 ottobre 1941.